# 혼다 고타로
혼다 고타로(일본어: 本多 光太郎, 1870년 2월 23일 ~ 1954년 2월 12일)는 일본의 금속공학자, 발명가이다. 텅스텐 강철보다 저항이 3배 더 강한 자기 저항 강철의 일종인 KS강을 발명했다. 250에르스텟 자기 저항을 가진 이 금속은 강철과 합금에 대한 엄격한 기초 연구를 통해 개발되었다.

## 생애
혼다 고타로는 1870년 2월 23일에 아이치현 미카와국 헤키카이군 야하기정(현재의 아이치현 오카자키시) 에서 태어났다. 1894년부터 1897년까지 도쿄 제국대학(현재의 도쿄 대학)  이과대학 물리학과에 재학하면서 물리학자인 나가오카 한타로의 가르침을 받았다. 그 뒤 독일과 영국 유학 과정을 거쳤고 1911년 2월 22일에 도호쿠 제국대학(현재의 도호쿠 대학)에서 이과대학 물리학과 교수로 임용되었다.
혼다는 1915년에 가열하면서 화학반응 측정이 가능한 혼다식 열저울을 개발했다. 1917년에는 KS강을, 1934년에는 신KS강을 각각 발명했는데 둘 다 혼다가 근무하고 있던 도호쿠 제국대학 산하 연구소에 거액의 연구비를 기부한 기업인인 스미토모 기치자에몬(住友 吉左衛門)에서 따온 이름이다. 그의 이러한 연구 성과는 일본의 산업 발전이 주요 과학 분야의 기초 연구에 의존하고 있다는 입장의 기초가 되었다. 혼다는 나중에 철강을 개량한 NKS강을 만들었다. 일본의 산업 기술자인 오노 다이이치는 자신의 저서에서 혼다가 발명한 NKS강을 제2차 세계 대전과 관련된 일본의 소재 가운데 하나로 언급했다.
KS강, 신KS강은 모두 발명 당시에 세계 최강의 영구자석이었다. 당시에는 자석도 특수강에 속하는 공구강(1913년에 시마네현에 위치한 안라이 철강합자회사(현재의 히타치 금속 안라이 공장 야금 연구소)에서 근무하던 이베 기사쿠 등이 일본 최초의 합금화에 성공함) 가운데 하나인 자석강이라는 명칭으로 되어 있었다. 공구강이 철강 재료에서 가장 단단한 부류에 속하므로 이것이 현대의 경질 자성재료로 불리는 이유이다.
혼다는 1917년 5월 21일에 일본 정부로부터 종5위에 서위되었고 1922년 12월 26일에는 제국학사원(현재의 일본학사원의 전신) 회원이 되었다. 혼다는 학자인 호조 도키아쓰와 함께 스미토모 가문의 지원을 받아 도호쿠 제국 대학 산하 임시 이화학 연구소를 설립했는데 나중에 금속 재료 연구소로 이름을 바꾸게 된다. 1931년 6월 15일에는 도호쿠 제국대학 총장으로 임명되어 몇 년 동안 물리학을 가르쳤다. 1940년에는 고아 공과대학(興亞工業大學, 현재의 지바 공과대학) 설립에 참여했고 1949년 4월 1일부터 도쿄 이과대학의 초대 총장을 역임했다.
혼다는 1932년에 일본 출신 물리학자로는 최초로 노벨 물리학상 후보에 올랐으나 수상자로 선정되지는 않았다. 1937년 4월 28일에는 일본 정부가 문화훈장을 제정했을 때에 최초로 문화훈장을 받은 사람 가운데 한 명이 되었다. 또한 1931년 5월 20일에는 미국 프랭클린 연구소에서 수여하는 엘리엇 크레슨 메달을 수상했다. 1940년 5월 31일에는 일본 정부로부터 정3위에 서위되었고 같은 해 7월 13일에는 일본 정부로부터 훈1등 서보장을 받았다. 1951년에는 일본 정부로부터 문화공로자 칭호를 받았다.
혼다는 1954년 2월 12일에 도쿄도 분쿄구에서 향년 83세를 일기로 사망했으며 같은 날에 일본 정부로부터 훈1등 욱일대수장을 추서받았다. 그의 유해는 오카자키시에 위치한 묘겐지에 안장되었다. 1985년 4월 18일에는 일본 특허청이 혼다 고타로를 일본 10대 발명가 가운데 한 명으로 선정했다. 2016년에는 혼다가 개발한 열저울이 많은 과학자들이 이용하여 업적을 세운 공로를 인정받아 분석기기·과학기기유산으로 지정되었다.